# Гіпотеза Біла
Гіпотеза Біла — твердження в теорії чисел:
Якщо
{\displaystyle A^{x}+B^{y}=C^{z}},
де A, B, C, x, y та z — додатні цілі числа, причому x, y, z > 2, то A, B і C мають спільний простий дільник.
Еквівалентно,
Рівняння {\displaystyle A^{x}+B^{y}=C^{z}} не має розв'язків у додатних цілих числах та попарно взаємно простих цілих числах A, B, C, якщо x, y, z > 2.
Гіпотезу сформулював 1993 року Ендрю Біл, банкір та математик-аматор, під час дослідження узагальнень великої теореми Ферма. Від 1997 року Біл пропонує грошову премію за рецензоване доведення цієї гіпотези або контрприклад. Розмір премії збільшувався кілька разів і наразі становить 1 млн доларів.
У деяких публікаціях цю гіпотезу називають узагальненим рівнянням Ферма, гіпотезою Молдіна та гіпотезою Тейдемана — Заг'є.

## Пов'язані приклади
Для ілюстрації, розв'язок {\displaystyle 3^{3}+6^{3}=3^{5}} має основи зі спільним дільником 3, розв'язок {\displaystyle 7^{3}+7^{4}=14^{3}} має основи зі спільним дільником 7, та {\displaystyle 2^{n}+2^{n}=2^{n+1}} має основи зі спільним дільником 2. Дійсно, рівняння має нескінченну кількість розв'язків, де основи мають спільний дільник, серед них і узагальнення трьох наведених прикладів, відповідно
{\displaystyle 3^{3n}+[2(3^{n})]^{3}=3^{3n+2},\quad \quad n\geq 1;}
{\displaystyle [b(a^{n}-b^{n})^{k}]^{n}+(a^{n}-b^{n})^{kn+1}=[a(a^{n}-b^{n})^{k}]^{n},\quad \quad a>b,\quad b\geq 1,\quad k\geq 1,\quad n\geq 3;}
і
{\displaystyle [a(a^{n}+b^{n})^{k}]^{n}+[b(a^{n}+b^{n})^{k}]^{n}=(a^{n}+b^{n})^{kn+1},\quad \quad a\geq 1,\quad b\geq 1,\quad k\geq 1,\quad n\geq 3.}
Крім того, для кожного розв'язку (зі взаємно простими або ні основами) існує нескінченно багато розв'язків з однаковим набором показників та зростаючим набором не взаємно простих основ. Тобто, для розв'язку
{\displaystyle A_{1}^{x}+B_{1}^{y}=C_{1}^{z}}
додатково маємо
{\displaystyle A_{n}^{x}+B_{n}^{y}=C_{n}^{z};} {\displaystyle n\geq 2}
де
{\displaystyle A_{n}=(A_{n-1}^{yz+1})(B_{n-1}^{yz})(C_{n-1}^{yz})}
{\displaystyle B_{n}=(A_{n-1}^{xz})(B_{n-1}^{xz+1})(C_{n-1}^{xz})}
{\displaystyle C_{n}=(A_{n-1}^{xy})(B_{n-1}^{xy})(C_{n-1}^{xy+1})}
Будь-які розв'язки гіпотези Біла обов'язково включатимуть три члени, всі з яких є 3-повнократними числами, тобто числами, де показник степеня кожного простого множника дорівнює щонайменше трьом. Відомо, що існує нескінченна кількість таких сум, що включають взаємно прості 3-повнократні числа; однак такі суми трапляються рідко. Два найменші приклади:
{\displaystyle {\begin{aligned}271^{3}+2^{3}\ 3^{5}\ 73^{3}=919^{3}&=776\,151\,559\\3^{4}\ 29^{3}\ 89^{3}+7^{3}\ 11^{3}\ 167^{3}=2^{7}\ 5^{4}\ 353^{3}&=3\,518\,958\,160\,000\\\end{aligned}}}
Гіпотеза Біла вирізняється тим, що вона вимагає, щоб кожен із трьох членів можна було виразити як єдиний степінь.

## Зв'язок з іншими гіпотезами
Велика теорема Ферма встановила, що {\displaystyle A^{n}+B^{n}=C^{n}} не має розв'язків для n > 2 для додатних цілих чисел A, B та C. Якби якісь розв'язки великої теореми Ферма існували, то діленням на кожен спільний дільник можна було б отримати розв'язки зі взаємно простими A, B і C. Отже, велику теорему Ферма можна розглядати як частковий випадок гіпотези Біла, обмеженої для x = y = z.
Гіпотеза Ферма — Каталана полягає в тому, що {\displaystyle A^{x}+B^{y}=C^{z}} має лише скінченну кількість розв'язків, де A, B і C — додатні цілі числа без спільного простого дільника, а x, y і z — додатні цілі числа, що задовольняють умову {\textstyle {\frac {1}{x}}+{\frac {1}{y}}+{\frac {1}{z}}<1} Гіпотезу Біла можна переформулювати як «Усі розв'язки гіпотези Ферма — Каталана використовуватимуть показник степеня 2».
Гіпотеза abc означала б, що існує щонайбільше скінченна кількість контрприкладів до гіпотези Біла.

## Часткові результати
У наведених нижче випадках, коли n є показником степеня, також доведено випадки для показників кратних n, оскільки kn-й степінь також є n-м степенем. Згадані розв'язки, що включають другий степінь, можна знайти зокрема серед розв'язків для гіпотези Ферма — Каталана. Усі випадки вигляду (2, 3, n) або (2, n, 3) мають розв'язок 23 + 1n = 32, який нижче названо каталанівським розв'язком Каталана.
- Випадок x = y = z ≥ 3 відповідає великій теоремі Ферма, відсутність розв'язків довів 1994 року Ендрю Вайлс.[12]
- Для випадку (x, y, z) = (2, 3, 7) та всіх перестановок Бйорн Пунен[en], Едвард Шефер (Edward F. Schaefer) та Майкл Столл (Michael Stoll) 2005 року довели існування лише чотирьох не-каталанівських розв'язків, жоден з яких не суперечить гіпотезі Біла.[13]
- Для випадку (x, y, z) = (2, 3, 8) та всіх перестановок Нільс Бруйн (Nils Bruin) 2003 року довів існування лише двох не-каталанівських розв'язків, жоден з яких не суперечить гіпотезі Біла.[14][15]
- Для випадку (x, y, z) = (2, 3, 9) та всіх перестановок Нільс Бруйн (Nils Bruin) 2003 року показав існування лише одного не-каталанівського розв'язку, який не суперечить гіпотезі Біла.[16][17][10]
- Для випадку (x, y, z) = (2, 3, 10) та всіх перестановок Девід Цурайк-Браун (David Zureick-Brown) 2009 року довів існування лише каталанівського розв'язку.[18]
- Для випадку (x, y, z) = (2, 3, 11) та всіх перестановок Нуно Фрейтас (Nuno Freitas), Бартош Наскрецький (Bartosz Naskręcki) і Майкл Столл (Michael Stoll) довели існування лише каталанівського розв'язку.[19]
- Для випадку (x, y, z) = (2, 3, 15) та всіх перестановок Самір Сіксек (Samir Siksek) і Майкл Столл (Michael Stoll) 2013 року довели існування лише каталанівського розв'язку.[20]
- Для випадку (x, y, z) = (2, 4, 4) та всіх перестановок відсутність розв'язків доведено в працях П'єра Ферма 1640 року та Леонарда Ейлера 1738 року.
- Для випадку (x, y, z) = (2, 4, 5) та всіх перестановок відомо лише два не-каталанівські розв'язки, які не суперечать гіпотезі Біла, які навів 2003 року Нільс Бруйн (Nils Bruin).[14]
- Для випадку (x, y, z) = (2, 4, n) та всіх перестановок довели для n ≥ 6 Майкл Беннет (Michael Bennett), Джордан Елленберґ і Натан Нг (Nathan Ng) 2009 року.[21]
- Для випадку (x, y, z) = (2, 6, n) та всіх перестановок довели для n ≥ 3 Майкл Беннет (Michael Bennett) і Імін Чень (Imin Chen) 2011 року та Беннет, Чень, Сандер Дамен (Sander R. Dahmen) і Соруш Яздані (Soroosh Yazdani) 2014 року.[22][6]
- Для випадку (x, y, z) = (2, 2n, 3) доведено для 3 ≤ n ≤ 107 крім n = 7 та різних модульних конгруенцій[уточнити: ком.], що якщо n просте, то не існує не-каталанівських розв'язків (Беннет, Чень, Дамен і Яздані).[23][6][24]
- Для випадків (x, y, z) = (2, 2n, 9), (2, 2n, 10), (2, 2n, 15) та всіх перестановок довели 2014 року для n ≥ 2 Беннет, Чень, Дамен і Яздані.[6]
- Для випадку (x, y, z) = (3, 3, n) та всіх перестановок доведено для 3 ≤ n ≤ 109 і різних модульних конгруенцій[уточнити: ком.], якщо n просте.[17]
- Для випадку (x, y, z) = (3, 4, 5) та всіх перестановок довели 2011 року Сіксек і Столл.[25]
- Для випадку (x, y, z) = (3, 5, 5) та всіх перестановок were довів 1998 року Бйорн Пунен[en].[26]
- Для випадку (x, y, z) = (3, 6, n) та всіх перестановок для n ≥ 3 довели 2014 року Беннет, Чень, Дамен і Яздані.[6]
- Для випадку (x, y, z) = (2n, 3, 4) та всіх перестановок для n ≥ 2 довели 2014 року Беннет, Чень, Дамен і Яздані.[6]
- Для випадків (5, 5, 7), (5, 5, 19), (7, 7, 5) та всіх перестановок довели 2013 року Дамен і Сіксек.[27]
- Для випадку (x, y, z) = (n, n, 2) та всіх перестановок для n ≥ 4 довели 1995 року Дармон[en] і Мерель[en] спираючись на праці Ейлера і Пунена.[28][26]
- Для випадку (x, y, z) = (n, n, 3) та всіх перестановок для n ≥ 3 довели Едуар Люка, Пунен та Дармон і Мерель.[28]
- Для випадку (x, y, z) = (2n, 2n, 5) та всіх перестановок для n ≥ 2 довів 2006 року Беннет.[29]
- Для випадку (x, y, z) = (2l, 2m, n) та всіх перестановок довели для простих l, m ≥ 5 та n = 3, 5, 7, 11 Анні (Samuele Anni) та Сіксек.[30]
- Для випадку (x, y, z) = (2l, 2m, 13) та всіх перестановок для простих l, m ≥ 5 довели Ніколя Біллері (Nicolas Billerey), Чень, Лассіна Дембеле (Lassina Dembélé), Луїс Діулефа[de], Фрейтас.[31]
- Для випадку (x, y, z) = (3l, 3m, n) де l, m ≥ 2 і n ≥ 3 прямо випливає з праці Алана Крауса (Alain Kraus).[32]
- Теорема Дармона — Гранвіля використовує теорему Фалтінгса, щоб показати, що для кожного конкретного вибору показників (x, y, z), існує не більше ніж скінченна кількість взаємно простих розв'язків для (A, B, C).[33][8]:p. 64
- Неможливість випадку A = 1 або B = 1 випливає з гіпотези Каталана, яку довів 2002 року Преда Михайлеску[en]. (Зверніть увагу, що C не може дорівнювати 1, інакше одне з A і B має дорівнювати 0, що не допускається.)
- Потенційний клас розв'язків рівняння, а саме ті, в яких A, B, C також утворюють піфагорову трійку, розглянув у 1950-х роках Л. Єсманoвич (L. Jesmanowicz). Дж. Йозефяк довів, що існує нескінченна кількість простих піфагорових трійок, які не можуть задовольняти рівняння Біла. Подальші результати здобув Чао Ко.
- Пітер Норвіг, директор із досліджень у Google, повідомив, що провів серію числових пошуків контрприкладів до гіпотези Біла. Серед своїх результатів він виключив усі можливі розв'язки, в яких x, y, z ≤ 7 і A, B, C ≤ 250 000, а також можливі розв'язки, в яких x, y, z ≤ 100 і A, B, C ≤ 10 000.[34]
- Якщо A і B непарні, а x і y парні, гіпотеза Біла не має контрприкладу.[35]
- Припускаючи правильність гіпотези Біла, існує верхня межа для будь-якого спільного дільника x, y і z у виразі {\displaystyle ax^{m}+by^{n}=z^{r}}.[36]

## Нагорода
За опубліковане доведення або контрприклад банкір Ендрю Біл запропонував 1997 року нагороду в розмірі 5000 доларів США, за десять років збільшив її до 50 000 доларів США, а відтоді збільшив її до 1 000 000 доларів США.
Американське математичне товариство (АМТ) зберігає премію в розмірі 1 млн доларів у довірчій власності, доки гіпотезу Біла не буде розв'язано. Його діяльність контролює Комітет премії Біла (англ. Beal Prize Committee; BPC), який призначає президент АМТ.

## Варіанти
Контрприклади {\displaystyle 3^{5}+10^{2}=7^{3}}, {\displaystyle 7^{3}+13^{2}=2^{9}}, та {\displaystyle 1^{m}+2^{3}=3^{2}} показують, що гіпотеза була б хибною, якби один із показників степеня дорівнював 2. Гіпотеза Ферма — Каталана — відкрита гіпотеза, що стосується таких випадків (умовою цієї гіпотези є те, що сума обернених величин менша за 1). Якщо ми дозволимо, щоб не більше, ніж один із показників степеня дорівнював 2, то може існувати лише скінченна кількість розв'язків (крім випадку {\displaystyle 1^{m}+2^{3}=3^{2}}).
Варіація гіпотези, яка стверджує, що x, y, z (замість A, B, C) повинні мати спільний простий дільник, хибна. Контрприкладом є {\displaystyle 27^{4}+162^{3}=9^{7},} у якому 4, 3 та 7 не мають спільного простого дільника. (Фактично, найбільший спільний простий дільник показників степеня, який існує, дорівнює 2; спільний дільник, більший від 2, був би контрприкладом до великої теореми Ферма.)
Гіпотеза хибна для ширшої області гаусових цілих чисел. Після того, як за контрприклад запропонували нагороду в розмірі 50 доларів, його надав Фред В. Геленіус: {\displaystyle (-2+i)^{3}+(-2-i)^{3}=(1+i)^{4}}